# بهارک خراسانی
بهارک خراسانی (نام علمی: Corydalis aitchisonii) نام یک گونه (زیست‌شناسی) از سرده بهارک است.